# Цацане
Цацане (англ. Tsatsane) — одна з місцевих громад, що розташована в районі Цгутінг, Лесото. Населення місцевої громади у 2006 році становило 9 452 особи.